# Frederick Thomas Trouton
Frederick Thomas Trouton ( /ˈtraʊtən/; 24 de noviembre de 1863 - 21 de septiembre de 1922) fue un físico irlandés, conocido por la regla de Trouton y por sus experimentos para detectar el movimiento de la Tierra a través del éter. Perteneció a la Royal Society.

## Semblanza
Trouton nació en Dublín en 1863. Era el hijo menor del rico y prominente Thomas Trouton. Asistió a la Royal School Dungannon e ingresó en el Trinity College de Dublín en 1884, donde estudió ingeniería y ciencias físicas. Cuando aún era estudiante universitario, observó una relación entre el punto de ebullición y laenergía de vaporización, que presentó en dos artículos breves. Encontró que el cambio de entropía por mol para la vaporización en un punto de ebullición es constante, o se expresa matemáticamente como ΔSm,vap = 10,5 R (donde R es la constante de los gases ideales). Esta relación pasó a denominarse la regla de Trouton y, aunque tiene algunas excepciones, se utiliza para estimar la entalpía de vaporización de líquidos cuyos puntos de ebullición se conocen. El propio Trouton menospreció su descubrimiento porque era simplemente el resultado de una tarde de manipulación de datos de un libro de tablas. Antes de graduarse, también desempeñó un papel destacado en los trabajos de topografía para el trazado de un ferrocarril.
Tras obtener su maestría, se doctoró en 1884, e inmediatamente fue nombrado asistente del profesor de física experimental, George Francis FitzGerald. Colaboraron en muchos experimentos y se hicieron buenos amigos. La influencia de FitzGerald se puede ver en gran parte de los primeros trabajos de Trouton.
Resultó elegido Miembro de la Royal Society en junio de 1897. La cita de su solicitud decía: "Descubrió la ley que conecta el calor latente de vaporización y los pesos moleculares de los cuerpos conocida como «ley de Trouton» y determinó experimentalmente las direcciones de vibración de la fuerza eléctrica y no acuática en la luz polarizada plana. Ha realizado otras observaciones importantes sobre la fase de las ondas secundarias y sobre la influencia del tamaño del reflector en los equipos de Hertz".
Un nombramiento en 1902 como profesor Quain de física en el University College de Londres lo llevó a desarrollar durante 12 años una fructífera carrera en física experimental, incluido el trabajo en el experimento de Trouton y Rankine. Recibió un Orden del Imperio Británico en 1918.
Se casó con Anne Maria Fowler en 1887 y tuvieron cuatro hijos y tres hijas. Sus dos primeros hijos, Eric y Desmond, murieron en combate en la Primera Guerra Mundial. Enfermó gravemente en 1912 y una operación en 1914 lo dejó paralizado en los miembros inferiores y provocó su retiro. A pesar de ello, conservó el ingenio y el encanto que le caracterizaban. Después de jubilarse vivió en Tilford (Surrey), y posteriormente en Downe (Kent), donde murió el 21 de septiembre de 1922.

## Eponimia
- Regla de Trouton
- Experimento de Trouton y Noble
- Experimento de Trouton y Rankine